# 1. FCA 04 Darmstadt
Maillots
Dernière mise à jour : 6 avril 2011.
La 1. FCA 04 Darmstadt est un club sportif allemand localisé dans la commune d’Arheilgen dans l’entité de Darmstadt dans la Hesse. Le club est issu d’un désaccord, survenu en 1954 entre les membres du SG Arheilgen.
En plus du Football, le 1. FCA 04 dispose également d'une section féminine et propose aussi des sections de Gymnastique et de Tennis.

## Histoire (football)
Le club a été constitué le 10 septembre 1954 à la suite de désaccords au sein de la SG Arheilgen donc la section football venait d’être reléguée au 5e niveau de la hiérarchie de l’époque. Le club n’avait pas l’ambition de développer une section élite. 
Les membres plus ambitieux, sportivement parlant, quittèrent alors la "Sportgemeinschaft" et fondèrent la 1. FC 04 Arheilgen.
Le 1. FCA 04 progressa et en 1967, il monta en Hessenliga ou Verbandsliga Hessen, une ligue alors située au 3e niveau de la hiérarchie, sous la Bundesliga et la Regionalliga Süd.
En 1970, le club fut renommé 1. FC Arheilgen 04 Darmstadt ou 1. FCA 04 Darmstadt. À ce moment, le grand rival voisin du SV Darmstadt 98 fut relégué de la Regionalliga Süd. La saison suivante, les derbies 1. FC A-SV 98 attirèrent plus de 5 000 personnes. Malgré la victoire en déplacement 1. FCA 04 sur les terres des "Lilien" (surnom des joueurs du SV Darmstadt 98), u En 1971, ceux-ci remontèrent au 2e niveau. C’en fut fini des derbies.
En 1977, le 1. FCA 04 Darmstadt se trouva en position d’accéder à la 2. Bundesliga, mais faute d’obtenir la licence requise, le club ne monta pas.
L’année suivante, le 1. FCA 04 Darmstadt fut qualifié pour être un des fondateurs de l’Oberliga Hessen, une ligue créée au 3e niveau. Après trois saisons, le club fut relégué en Landesliga Hessen, Groupe Süd. Vice-champion en 1986, le cercle descendit l’année suivante. Il remonta directement mais fut, tout aussi directement, relégué.
Il recula alors dans la hiérarchie jusqu’au début du XXIe siècle. En 2005, le club fut champion en Bezirksliga Darmstadt, Groupe West et monta vers la Bezirksoberliga, Darmstadt où il conquit directement le titre et arriva en Landesliga Hessen. Mais en 2007, le club termina 15e sur 18 en Landesliga Hessen, Groupe Süd et fut relégué vers la Gruppenliga (nouvelle appellation de Bezirksoberliga).
En 2009, le 1. FCA 04 Darmstadt fut champion en Gruppenliga, Darmstadt et monta en Verbandsliga Hessen. Versé dans le Groupe Süd, le club finit 2e derrière le Rot-Weiss Darmstadt. Après avoir remporté un barrage décisif (3-2) contre le VfB Unterliederbach, le cercle connu une seconde montée consécutive, pour atteindre la Hessenliga.
En 2010-2011, le 1. FCA 04 Darmstadt évolue en Hessenliga, soit au 5e niveau de la hiérarchie de la DFB.